# Ryszard Niewodowski
Ryszard Niewodowski, né le 8 février 1939, est un ancien joueur de basket-ball polonais.